# CROCUS (Reaktor)

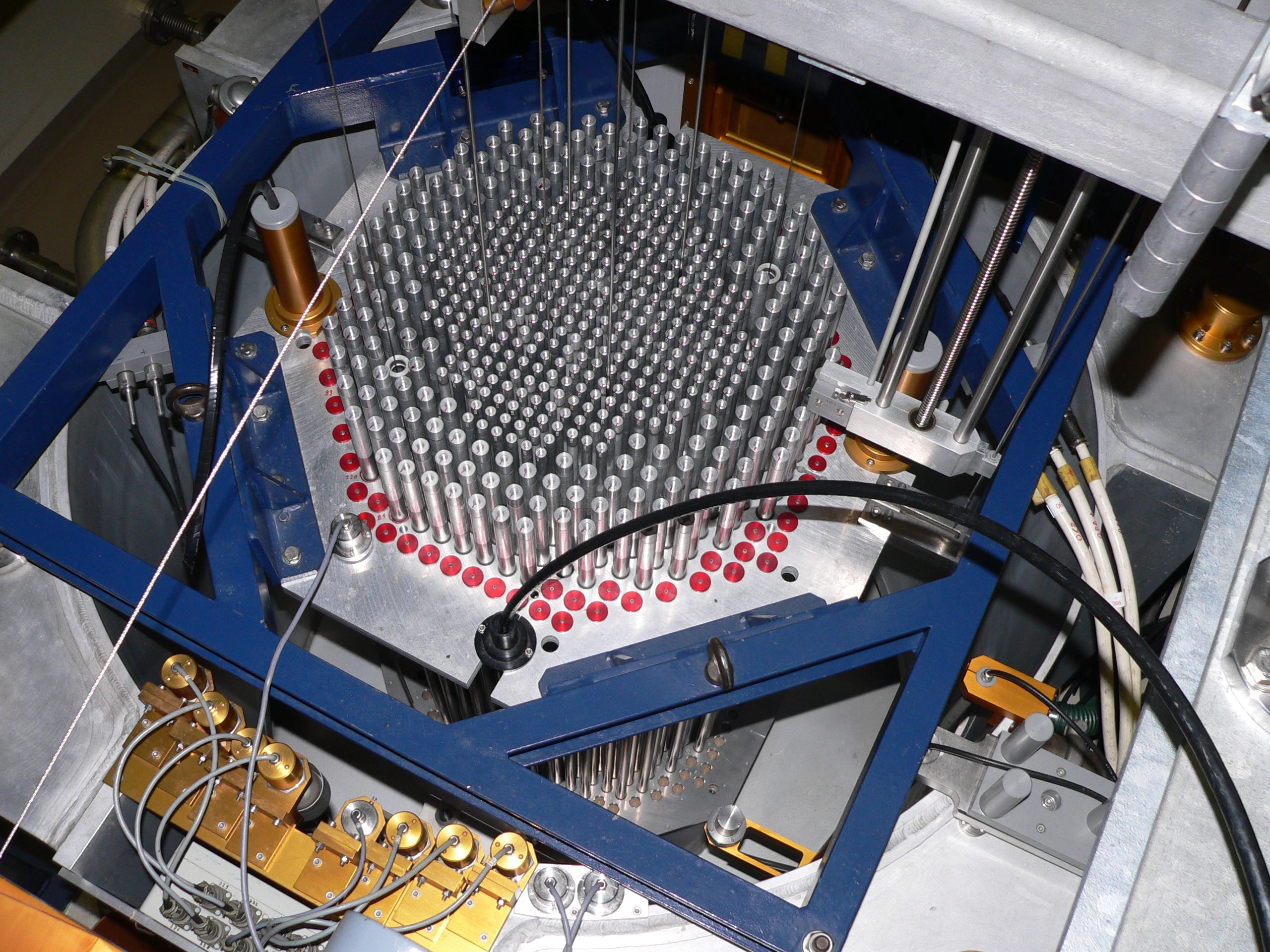
Reaktorkern mit geleertem Wasserbecken

CROCUS ist ein Nullleistungsreaktor der EPFL, der zu Lehrzwecken dient. Die effektive thermische Leistung beträgt 100 W. Das zuständige „Laboratory for Reactor Physics and Systems Behaviour“ (LRS) arbeitet eng mit dem Paul Scherrer Institut zusammen.
Der Brennstoff ist niedrig angereichertes Uran, der Moderator Leichtwasser.
Als Baubeginn gilt der 1. Januar 1979, die Inbetriebnahme erfolgte am 13. Juli 1983.
CROCUS ist – neben dem stillgelegten Reaktor Lucens – der einzige Reaktor im französischsprachigen Teil der Schweiz.